# Griffith Stadium
 (octobre 2024).
Si vous disposez d'ouvrages ou d'articles de référence ou si vous connaissez des sites web de qualité traitant du thème abordé ici, merci de compléter l'article en donnant les références utiles à sa vérifiabilité et en les liant à la section « Notes et références ».
Ne doit pas être confondu avec Griffiths Stadium.
Le Griffith Stadium est un ancien stade de baseball situé à Washington, D.C., capitale fédérale des États-Unis d'Amérique. Il a été construit en 1911 et est démoli en 1965.
Il a été le domicile des Sénateurs de Washington, franchise de baseball évoluant en ligue américaine, de 1911 à 1960.
Il a accueilli le match des étoiles de la Ligue majeure de baseball en 1937 et 1956 et les séries mondiales de 1924, 1925, et 1933.
Il a également été le domicile du match de baseball du Congrès de 1928 à 1957.